# Frans Hals

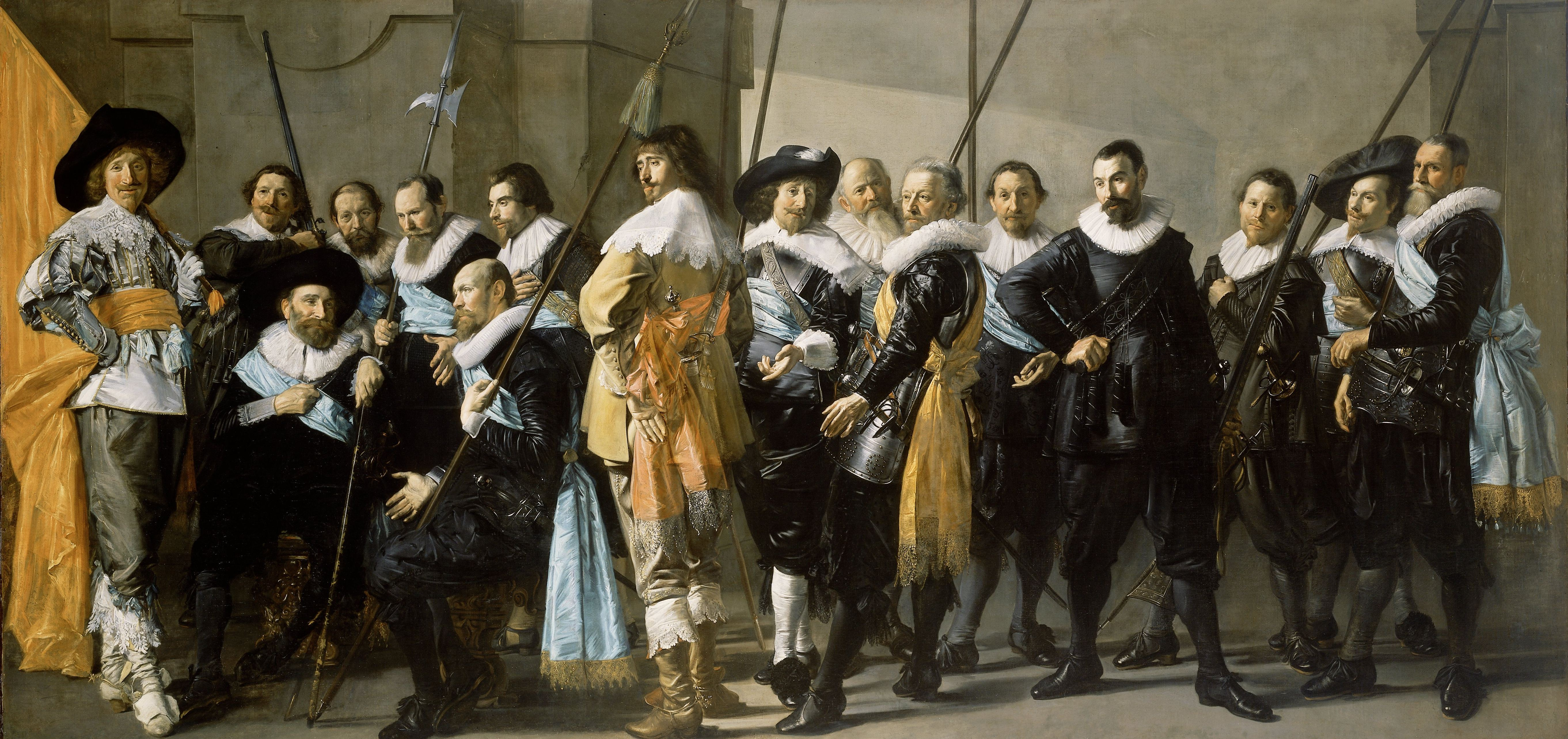
Het korporaalschap van kapitein Reinier Reael en luitenant Cornelis Michielsz. Blaeuw, bekend als De magere compagnie, 1633-1637, Rijksmuseum, Amsterdam (voltooid door Pieter Codde)

Frans Hals (Antwerpen, 1582/1583 – Haarlem, 26 augustus 1666) behoort met Rembrandt van Rijn en Johannes Vermeer tot de drie belangrijkste schilders uit het tijdperk van de Nederlandse Gouden Eeuw. Hij wordt vooral gewaardeerd om zijn losse toets en levendige portretten van tijdgenoten, genrevoorstellingen en kleurrijke schuttersstukken. Het werk van Hals behoort net als dat van Rembrandt en Vermeer tot de Hollandse school.

## Leven
Hals werd in 1582 of 1583 geboren in Antwerpen als zoon van Franchois Fransz. Hals (ca. 1550-1610) en zijn tweede vrouw Adriaentje van Geertenryck (Antwerpen ca. 1552 - Haarlem, na november 1616). Zijn vader kwam uit Mechelen en vertrok rond 1562 naar Antwerpen om er werk te zoeken. Hij was er werkzaam als droochscheerder, waarbij hij met een lange schaar van Engelse en Spaanse wol lokaal geweven lakens (zware wollen stoffen van 3,5 bij 35 meter) de pluisjes wegknipte. Zoals zoveel Zuid-Nederlanders in die tijd verhuisde het gezin na de Val van Antwerpen naar de Noordelijke Nederlanden. Wanneer het gezin precies vertrok en om wat voor specifieke reden is onbekend. De eerste vermelding dat het gezin in Haarlem woonde, dateert uit 1591. Of Franchois met zijn gezin na het vertrek uit Antwerpen nog elders in de Noordelijke Nederlanden gewoond heeft, is niet overgeleverd. Evenmin is bekend welke godsdienst Frans Hals bij zijn doop kreeg. De kinderen uit het eerste huwelijk van Franchois werden allemaal katholiek gedoopt, maar Frans Hals' jongste broer Dirck werd in 1591 in Haarlem in een protestantse (gereformeerde) kerk gedoopt, wat niet noodzakelijkerwijs betekende dat de familie toen protestants was.
Volgens een anoniem geschreven biografie over de schilder Carel van Mander in diens tweede editie van zijn Schilder-Boeck en uitgegeven in 1618, dus twaalf jaar na Van Manders overlijden, zou Frans Hals diens leerling zijn geweest. Als dat klopt, dan moet dat eerder dan in 1603 zijn geweest, aangezien Van Mander in dat jaar de stad Haarlem verliet. In 1610 werd Hals lid van het Haarlemse Sint-Lucasgilde en vanaf dat moment mocht hij ook leerling-schilders in dienst nemen. Zijn vroegst bekende gedateerde werk is uit 1611, maar hij moet al veel eerder volleerd zijn geweest. In 1616 reisde hij naar Antwerpen om het werk van Rubens en Antoon van Dyck te bestuderen. De reguliere diensttijd in de plaatselijke schutterij was twee jaar, maar Frans Hals diende van 1612 tot 1624. In 1616 schilderde hij zijn eerste schuttersstuk en in 1639 zijn laatste. Deze laatste schuttersstukken vormen door hun veelzijdige gelaatsuitdrukkingen, de glimmende uniformen en de rijke kleurnuances het hoogtepunt in Hals' oeuvre. Frans Hals maakte vanaf 1616 tien jaar lang deel uit van de Wijngaerdtrancken, een van de drie Haarlemse rederijkerskamers.
Hals is tweemaal getrouwd: in 1610 of 1611 met Anneke Harmensdr. Abeels (1590-1615) en op 12 februari 1617 met Lysbeth Reyniersdr. (1593-1675). Het laatste huwelijk werd voltrokken in Spaarndam en een paar dagen later werd zijn dochter Sara geboren. Hals heeft vijftien kinderen laten dopen en hij heeft vijf of zes zonen tot schilder opgeleid. Rond 1615 verkeerde Hals in dusdanige financiële moeilijkheden dat de voedster hem aanklaagde. De armoede zou hem zijn hele leven blijven achtervolgen. Tussen 1620 en 1630 schilderde hij portretten van de elite. Hij schilderde ze in al hun rijkdom en zelfvoldaanheid. Zijn mensenkennis keerde terug in zijn werken, vooral in de latere. Tevens leidde hij diverse leerlingen op, onder wie Philips Wouwerman. Een van zijn schuttersstukken, De magere compagnie, werd afgemaakt door Pieter Codde. 
Hals staat bekend om zijn uitbundige stijl, maar in zijn laatste jaren werd zijn stijl soberder. De 17de-eeuwse schilder Matthias Scheits noemde hem "lustich van leven" en Arnold Houbraken beweerde omstreeks 1720 enigszins malicieus dat hij dagelijks gedronken zou hebben. Hiervoor ontbreekt echter het bewijs en eigenlijk zou men ook kunnen beweren dat het in tegenspraak is met de algemene waardering die hij onder zijn opdrachtgevers oogstte. En die opdrachtgevers waren zeker niet de minste: de gegoede burgerij, gilde- en schuttersverenigingen en zelfs de meest prominente patriciërs van de stad Haarlem. Zijn beroemdste model was René Descartes.
Op ongeveer 84-jarige leeftijd, na een carrière van meer dan een halve eeuw, overleed de kunstschilder in 1666. In de oude Sint-Bavokerk aan de Grote Markt in Haarlem ligt hij onder het koor begraven. In de 18de eeuw genoot het werk van Hals weinig waardering, maar in de 19de eeuw werd hij herontdekt door de impressionisten, die vooral door zijn eigenzinnige, zwierige en losse penseelvoering en intieme, raadselachtige dramatiek werden getroffen. In 1900 werd in het Haarlemse Florapark een standbeeld van Frans Hals opgericht. In 1968 werd hij in de serie 'erflaters' afgebeeld op het Nederlandse bankbiljet van 10 gulden.

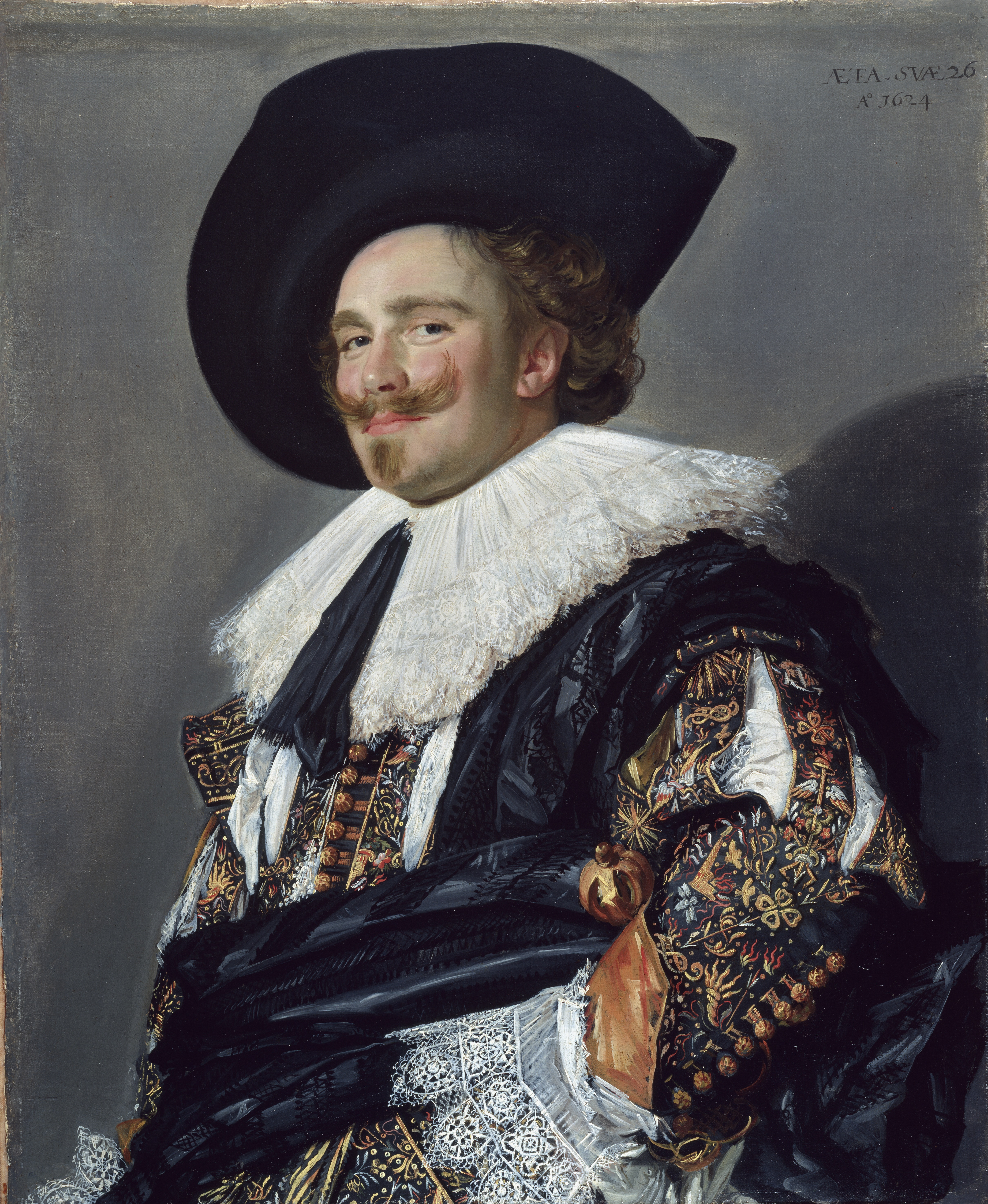
De lachende cavalier, 1624, Wallace Collection, Londen

## Werk
Het is onduidelijk hoeveel van het werk van Frans Hals is overgebleven, maar volgens de gezaghebbende oeuvrecatalogus van Seymour Slive uit 1970-1974 kunnen nog 222 schilderijen aan Hals worden toegeschreven. Een andere Hals-kenner, Claus Grimm, houdt het in 'Frans Hals. Das Gesamtwerk' (1989) op 145 stukken.
De kunstenaar schilderde:
- Individuele portretten en pendanten van echtparen (schilderijen die naar elkaar verwijzen en naast elkaar horen te hangen). Zo vereeuwigde hij rond 1652 de ouders van Jan van de Capelle.
- Groepsportretten, waaronder de vijf schuttersstukken en de drie groepsportretten van regenten en regentessen bewaard in Haarlem. Hij maakte ook familieportretten, zoals De familie Van Campen in een landschap (1624), gekenmerkt door de ontspannen sfeer. Dergelijke groepsportretten produceerde hij in opdracht van mensen uit de middelste en hoogste lagen van de samenleving: schrijvers, burgemeesters, geestelijken, handelaren, kooplui en bestuurders. De schutters, althans de officieren en de onderofficieren die hun groepsportretten bestelden, kwamen ook gewoonlijk uit de wat 'hogere' dan wel meer bemiddelde kringen.
- Genrewerken: visserskinderen aan het strand, een groenteverkoopster, de Haarlemse figuur Malle Babbe, en meer van zulke stukken, die in zekere zin ook wel als portretten zijn te beschouwen, maar vooral toch bedoeld lijken als 'impressies uit het dagelijks leven'.
- De vier evangelisten in even veel afzonderlijke portretten.

Het is even onbekend als onwaarschijnlijk dat Frans Hals landschappen, stillevens of verhalende stukken heeft gemaakt. Veel 17de-eeuwse kunstenaars in Holland verkozen specialisatie, en dat was ook bij Hals het geval.
Al in de 17de eeuw werden mensen getroffen door de levendigheid van Hals' portretten. Zo noteerde de Haarlemmer Theodorus Schrevelius, een van de mannen die hij portretteerde, dat er in Hals' werken "zo'n kracht en leven" is dat de schilder "de natuur schijnt uit te dagen met zijn penseel". En twee eeuwen later schreef Vincent van Gogh aan zijn broer Theo: "Wat is het een genot zo'n Frans Hals te zien, wat is 't heel iets anders dan de schilderijen – er zijn er zóó veel – waar zorgvuldig alles op dezelfde wijze is gladgestreken." Met die observatie slaat Van Gogh de spijker op z'n kop: Hals koos ervoor om een schilderij niet glad af te werken, zoals ongeveer al zijn tijdgenoten dat nog deden, maar probeerde het leven er in te houden. Aangezien leven te herkennen is aan beweging, zorgde hij ervoor dat de kijker de indruk krijgt dat het portret in beweging is. Wie kijkt naar iemand in beweging, ziet die persoon niet helemaal scherp: je krijgt niet helemaal vat op wie of wat zich beweegt, je ziet vlekken, lijnen, stippen, grote kleurvlakken, nauwelijks details. En zo schilderde Frans Hals zijn portretten, vooral later, wanneer hij helemaal op dreef is. Hiermee bereikte Hals een oplossing voor een aloud probleem: hoe maak je een levensechte voorstelling op een plat vlak? Weliswaar is het zogenaamde trompe-l'oeil oftewel het zo extreem mogelijk gladschilderen ook een oplossing (zoals (Gerrit Dou en de schilders van de Leidse school deden), maar de keuze van Hals is zeer bijzonder en hij was met deze aanpak zijn tijd ver vooruit. Pas in de 19de eeuw kreeg hij echt volgelingen, met name onder de zogenaamde impressionisten.

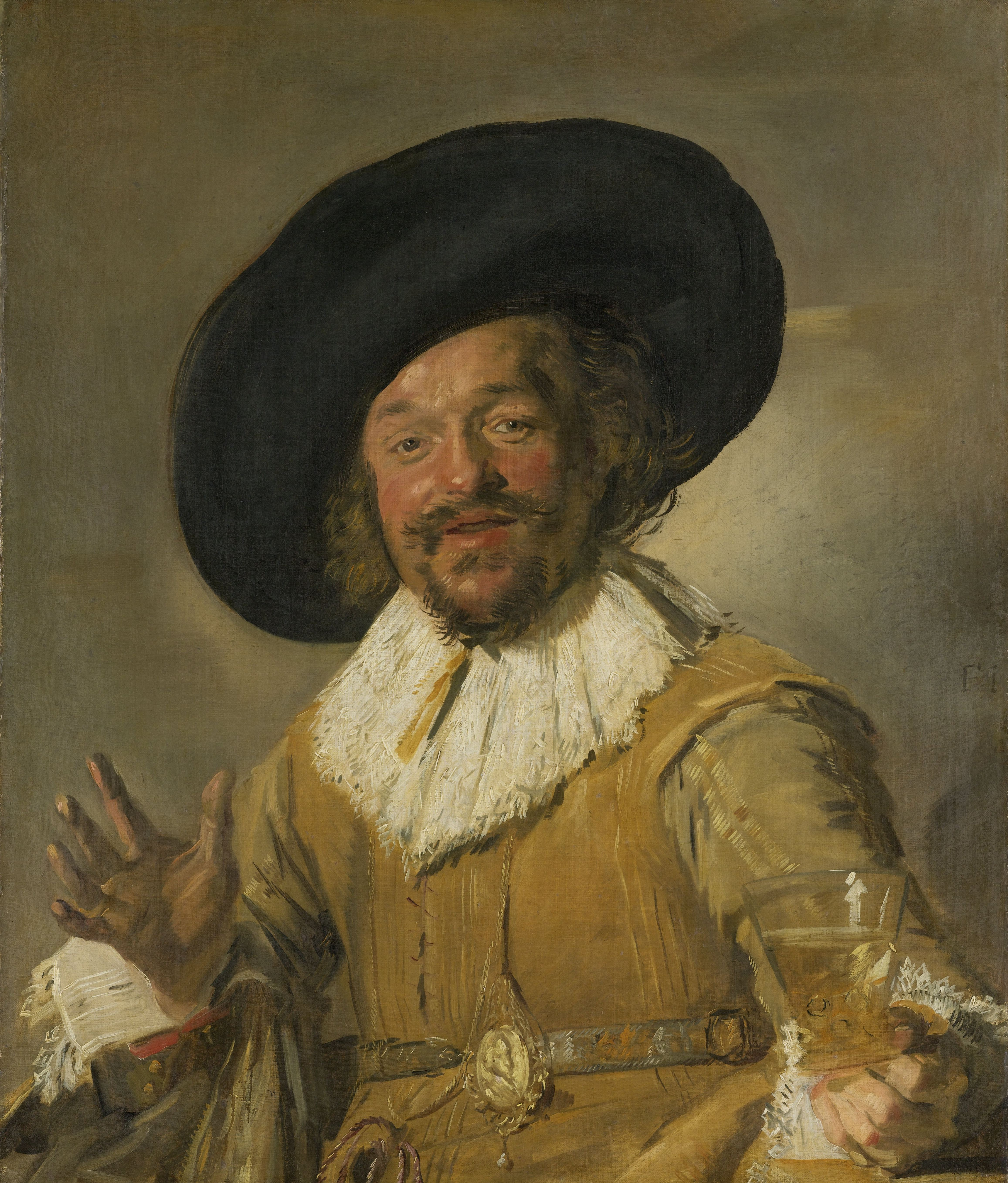
De vrolijke drinker, ca. 1628-1630, Rijksmuseum Amsterdam

## Techniek
Vaak wordt gedacht dat Hals zijn werken 'aus einem Guss' – in één worp – op het doek slingerde maar uit technisch en natuurwetenschappelijk onderzoek blijkt dat hij dat nauwelijks deed. Een enkel werk is weliswaar grotendeels zonder ondertekeningen of onderschildering 'alla prima' neergezet maar de meeste werken ontstonden toch in verschillende lagen, zoals in die tijd gebruikelijk. Op een grondlaag werd met krijt of verf een tekening gemaakt, soms in kleur soms in het grijs, die in stadia werd ingevuld. Wel lijkt zijn onderschildering in het algemeen ook zeer losjes te zijn opgezet: hij was vanaf het begin virtuoos, met name bij zijn latere, rijpe werken. Hals had een enorme durf, grote moed en virtuositeit. Hij kon zijn handen van het doek (of paneel) terugtrekken zodra de afgebeelde persoon er wat hem betrof levend en wel op stond. Hij schilderde ze niet doods, zoals veel tijdgenoten dat in hun grote nauwkeurigheid en ijver vaak wel deden. "Een onghemeyne (ongewone) manier van schilderen, die hem eyghen is, bynae alle (iedereen) over-treft", schreef zijn eerste biograaf Schrevelius in de 17de eeuw.

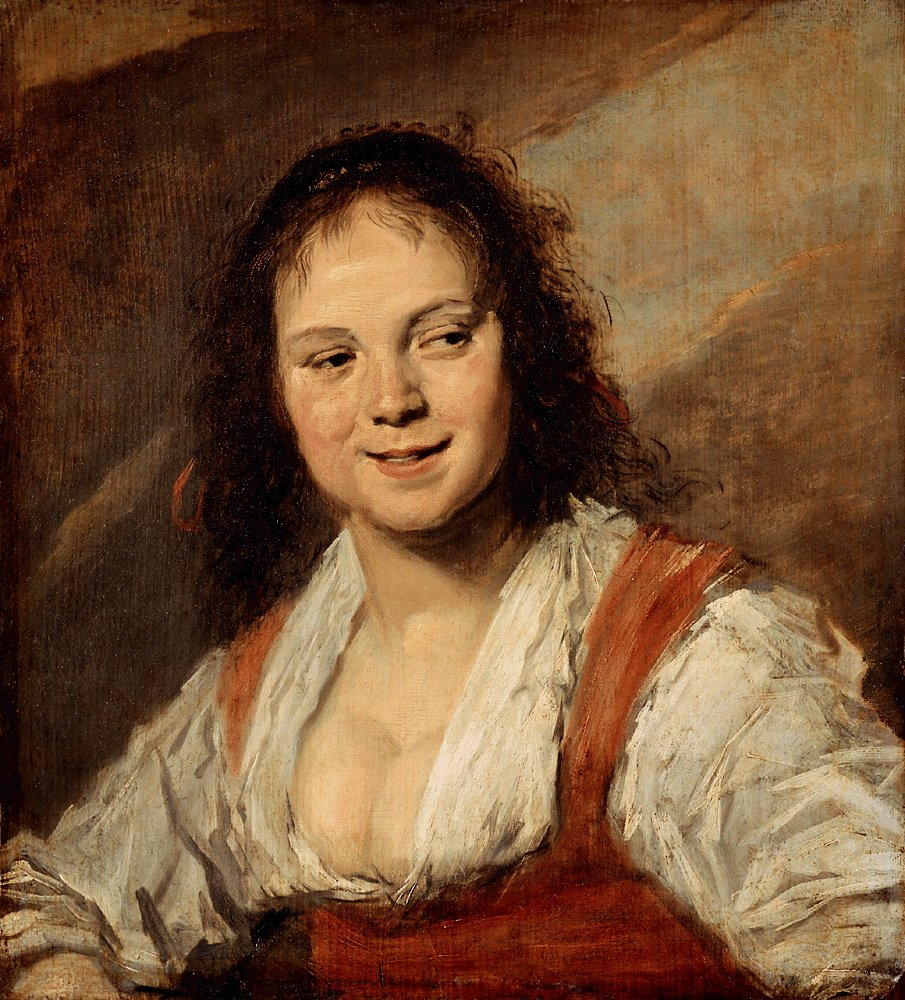
Zigeunermeisje, 1628-1630, Louvre, Parijs

## Leerlingen
Nogal gemakkelijk worden schilders als leerling van Hals beschouwd. Maar uit nader onderzoek blijkt dat er op dat gebied veel vragen zijn. Arnold Houbraken noemt in zijn De Groote Schouburgh (1718-21) Adriaen Brouwer, Adriaen van Ostade en Dirck van Delen als leerlingen. Waarschijnlijk waren Frans' broer Dirck Hals en zijn eigen zonen bij hem in de leer of hebben zij bij hem op het atelier gewerkt. Dan zijn er nog Vincent Laurensz van der Vinne (volgens diens zoon was deze een Hals-leerling), en Pieter Gerritsz. van Roestraeten (volgens een notarieel document). Van Roestraeten werd overigens zijn schoonzoon. Mogelijk studeerde de Haarlemse portretschilder Johannes Verspronck (een van de ongeveer tien concurrerende portrettisten in het Haarlem van toen) ook enige tijd bij Hals. Het handjevol schilderijen dat aan Judith Leyster wordt toegeschreven staat qua stijl het dichtst bij Hals en zij geldt dan ook als een waarschijnlijke leerling, net als haar echtgenoot Jan Miense Molenaer. Vermoedelijk waren er nog meer, maar vele schilders van toen zijn in de vergetelheid verzonken. Twee eeuwen na zijn dood kreeg Hals nog een aantal 'postume leerlingen': Claude Monet, Charles-François Daubigny, Max Liebermann, James Whistler, Gustave Courbet, en in Nederland Jacobus van Looy en Isaac Israëls, zij behoorden tot de impressionisten en realisten die zich in Hals hebben verdiept, die zich door hem hebben laten inspireren en die op hem hebben voortgebouwd.

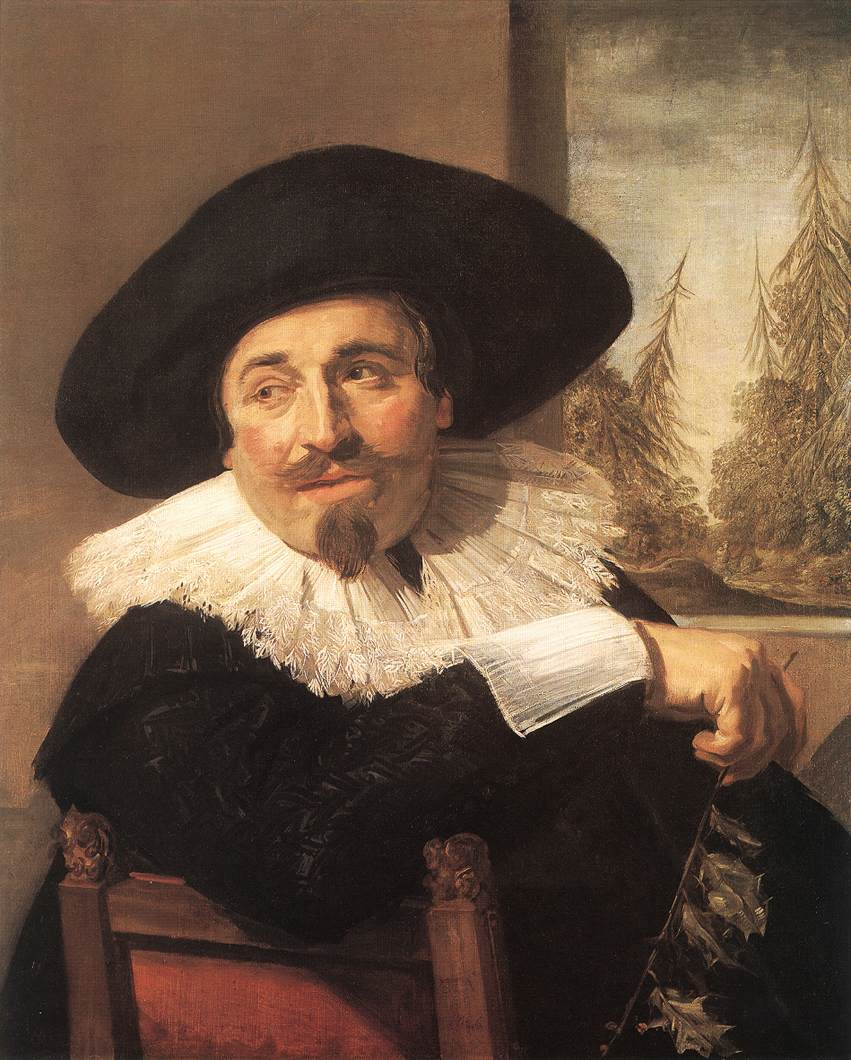
Portret van Isaak Abrahamsz Massa, 1626, Art Gallery of Ontario, Toronto

## Echt of onecht
Van veel aan Frans Hals toegeschreven schilderijen wordt de echtheid betwist. Zie bijvoorbeeld Frans L. M. Dony: "Alle bekende schilderijen van Frans Hals" uit 1975. De vervalsingen van Han van Meegeren hebben de onzekerheid nog eens vergroot.
In 2006 is bijvoorbeeld vastgesteld dat het Portret van de Haarlemse kerkvoogd Jacobus Hendricksz. Zaffius een 17de-eeuwse kopie is van het vroegst bekende werk van Hals. Vijf jaar later werd bij Sotheby's een schilderij als een Frans Hals verkocht voor 9,5 miljoen euro, waarna in 2016 bleek dat het om een vervalsing ging. Het was afkomstig uit de kunstcollectie van de Franse kunstverzamelaar Giulano Ruffini.

## Werk in openbare collecties (selectie)
- Amsterdam Museum
- Frans Hals Museum, Haarlem
- Frick Collection, New York
- Koninklijk Museum voor Schone Kunsten Antwerpen
- Louvre, Parijs
- Metropolitan Museum of Art, New York
- Mauritshuis, Den Haag
- Museum Boijmans Van Beuningen, Rotterdam[6]
- Rijksmuseum Amsterdam[7]

## Lijst van werken
Voor een complete lijst van de schilderijen toegeschreven door Claus Grimm en Seymour Slive, zie de lijst van schilderijen van Frans Hals
| Datering      | Titel                                                    | Verblijfplaats                                                                                    | Afbeelding |
| ------------- | -------------------------------------------------------- | ------------------------------------------------------------------------------------------------- | ---------- |
| Ca. 1611      | Portret van een man met een schedel in zijn linkerhand   | Barber Institute of Fine Arts, Birmingham                                                         |            |
| 1616-1618     | Portret van een jongeman met een schedel                 | National Gallery, Londen                                                                          |            |
| Ca. 1619-1620 | Portret van Catharina Hooft met haar min                 | Staatliche Museen zu Berlin, Gemäldegalerie                                                       |            |
| Ca. 1622      | Huwelijksportret van Isaac Massa en Beatrix van der Laen | Rijksmuseum Amsterdam, Amsterdam                                                                  |            |
| Ca. 1623-1624 | Luitspeler                                               | Musée du Louvre, Parijs                                                                           |            |
| 1624          | De lachende cavalier                                     | Wallace Collection, Londen                                                                        |            |
| 1625          | Portret van Jacob Olycan                                 | Mauritshuis, Den Haag                                                                             |            |
| 1625          | Portret van Aletta Hannemans                             | Mauritshuis, Den Haag                                                                             |            |
| Ca. 1625      | Portret van Willem van Heythuysen                        | Alte Pinakothek, München                                                                          |            |
| Ca. 1625      | Lachende jongen                                          | Mauritshuis, Den Haag                                                                             |            |
| 1626          | Portret van Isaac Abrahamsz. Massa                       | Art Gallery of Ontario, Toronto                                                                   |            |
| Ca. 1626      | Zigeunermeisje                                           | Musée du Louvre, Parijs                                                                           |            |
| Ca. 1628-1630 | De vrolijke drinker                                      | Rijksmuseum Amsterdam, Amsterdam                                                                  |            |
| Ca. 1630-1635 | Portret van Pieter Jacobsz. Olycan                       | Frans Hals Museum, Haarlem                                                                        |            |
| Ca. 1633      | Portret van Pieter van den Broecke                       | Kenwood House, Londen                                                                             |            |
| 1633-1635     | Malle Babbe                                              | Staatliche Museen zu Berlin, Gemäldegalerie                                                       |            |
| Ca. 1634      | Portret van een man                                      | Mauritshuis, Den Haag                                                                             |            |
| 1635          | Portret van Feyntje van Steenkiste                       | Rijksmuseum Amsterdam, Amsterdam                                                                  |            |
| 1643          | De Heer Bodolphe                                         | Yale University Art Gallery, New Haven                                                            |            |
| 1643          | Mevrouw Bodolphe                                         | Yale University Art Gallery, New Haven                                                            |            |
| 1650-1652     | Portret van Stephanus Geraerdts, schepen in Haarlem      | Frans Hals Museum, Haarlem (langdurige bruikleen Koninklijk Museum voor Schone Kunsten Antwerpen) |            |
| 1664          | De regentessen van het Oudemannenhuis, Haarlem           | Frans Hals Museum, Haarlem                                                                        |            |